# Port lotniczy Senica
Port lotniczy Senica (ICAO: LZSE) – lotnisko położone w Senicy, w kraju trnawskim, na Słowacji.